# Fuente-Álamo
|  | No s'ha de confondre amb Fuente Álamo. |

Fuente-Álamo és un municipi de la província d'Albacete a la comunitat de Castella la Manxa (Espanya). Limita amb els municipis de Montealegre del Castillo, Corral-Rubio, Pétrola, Chinchilla de Monte-Aragón, Tobarra i Ontur; i amb Jumella a la Regió de Múrcia.